# Agapetus iridipennis
Agapetus iridipennis är en nattsländeart som först beskrevs av Mclachlan 1879.  Agapetus iridipennis ingår i släktet Agapetus och familjen stenhusnattsländor. Inga underarter finns listade i Catalogue of Life.

## Bildgalleri

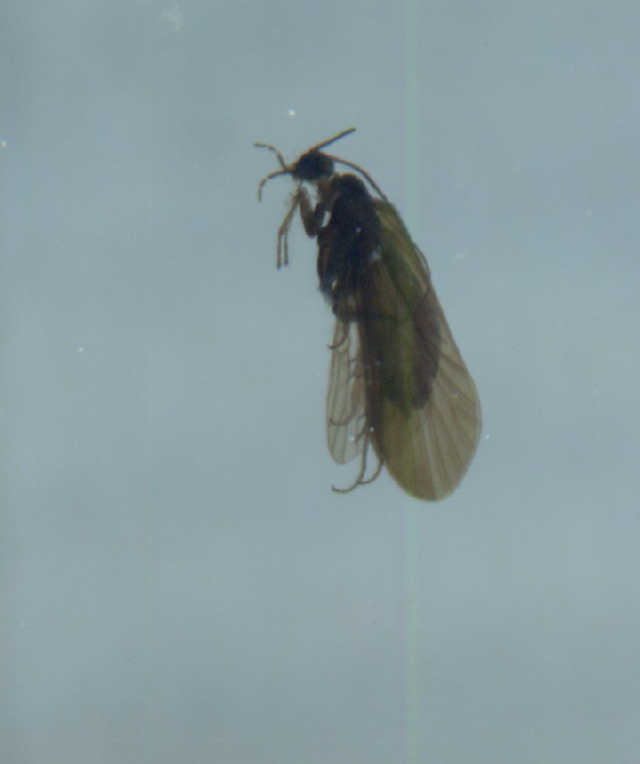